# Франц, Юлия Алексеевна
Ю́лия Алексе́евна Фра́нц (настоящая фамилия — Дзуцева) (род. 29 мая 1989, Душанбе,Таджикская ССР) — российская актриса кино, телевидения и театра, телеведущая. Наиболее известна благодаря роли Виктории Бобр в телевизионном сериале «Универ. Новая общага», русалки Оксаны из серии фильмов «Гоголь» и бармена Алисы из сериала «Кухня. Война за отель».

## Биография
Родилась 29 мая 1989 года в Душанбе (Таджикистан, СССР).
Мать — музыкальный работник, подрабатывала уборщицей.
Имеет старшую сестру Катю.
В 6 лет девочка с матерью и бабушкой переехала в Россию. 10 лет они жили в статусе беженцев, не имея гражданства. Поселились в Липецкой области, позже они переехали в Чаплыгин.
Юля мечтала стать балериной, поэтому в Чаплыгине она пошла в танцевальную школу, участвовала во всех школьных спектаклях, играла в КВН.
После школы Юля поступила на заочное отделение в институт на экономический факультет. Устроилась экономистом, затем уехала в столицу.
В 2010 году Юлия поступила в Высшее театральное училище имени М. С. Щепкина. Там девушка посещала творческую студию под руководством актёра Бориса Владимировича Клюева. В 2014 году окончила ВТУ им. М. С. Щепкина.
В кино дебютировала в 2010 году, сыграв роль Кати в комедии режиссера Алексея Боброва «Новогодний детектив». Затем снялась в лентах «Ищите маму», «Развод», 4-м сезоне «Кухни».
Исполнила главную роль в комедии с элементами абсурда «Весь этот джем» режиссёра Александра Андраникяна. Именно в процессе съёмок фильма Юлия взяла себе псевдоним Франц.
Весной 2016 года на телеканале ТНТ состоялась премьера медицинской программы «Агенты 003», одной из ведущих которой стала Юлия Франц. Юлия выступила в роли агента-профилактика, которая обучает, как предотвращать болезни и неприятности, с которыми люди сталкиваются в своей жизни.
В мае 2017-го на канале ТНТ вышел 8-й сезон популярного проекта «Универ. Новая общага», в котором Юлия сыграла одну из сестёр-двойняшек.
Также в 2017 году снялась в проекте «Гоголь», в котором сыграла роль русалки (мавки) Оксаны.
В апреле 2018 года снялась в эротической фотосессии для мужского журнала «MAXIM».
В 2019 году снялась в роли барменши Алисы в сериале «Кухня. Война за отель».
В 2023 году снялась в роли Ирины Якушевой в сериале «Папины дочки. Новые».

## Личная жизнь
Подробности личной жизни сама Юлия не разглашает.

## Творческая деятельность

### Театральные работы
Юлия Франц приняла участие в следующих театральных работах:
- «Двери хлопают» — Доминика
- «Достоевский VS» — Грушенька
- «На бойком месте», Островский — Аннушка
- «Волки и овцы» — Глафира
- «Антоний и Клеопатра», Шекспир — Клеопатра
- «Братья Карамазовы», Достоевский — Груша
- «Двери хлопают», Мишель Фермо — дочь Доминика

### Фильмография
| Год       |   | Название                 | Роль                       |
| --------- | - | ------------------------ | -------------------------- |
| 2010      | ф | Новогодний детектив      | Катя                       |
| 2012      | с | Развод                   | Аня                        |
| 2012      | ф | Ищите маму               | Мама Андрюши               |
| 2013—2016 | с | Два отца и два сына      | Олеся                      |
| 2013      | с | Людмила                  | Наташа, девушка барыги     |
| 2014      | с | Кухня                    | эпизод (4 сезон)           |
| 2015      | с | Крыша мира               | Света                      |
| 2015      | ф | Весь этот джем           | Полина                     |
| 2017—2018 | с | Универ. Новая общага     | Виктория Бобр              |
| 2017      | ф | Гоголь. Начало           | Оксана, мавка              |
| 2018      | с | Двойная ложь             | Ира, подруга Тони, риелтор |
| 2018      | ф | Сила обстоятельств       | Галя                       |
| 2018      | ф | Любовь по ошибке         | Олеся, невеста Виктора     |
| 2018      | ф | Гоголь. Страшная месть   | Оксана                     |
| 2018      | ф | Гоголь. Вий              | Оксана                     |
| 2018      | с | За первого встречного    | Вероника                   |
| 2018—2020 | с | Триггер                  | жена гонщика               |
| 2019—2020 | с | Digital Доктор           | Имя персонажа не указано   |
| 2019      | ф | Кухня. Война за отель    | Алиса Матвеева             |
| 2020      | ф | Тень звезды              | Лола                       |
| 2020      | с | Проект «Анна Николаевна» | Василиса                   |
| 2021      | ф | Метод 2                  | Татьяна                    |
| 2021      | ф | Спасите Колю!            | Имя персонажа не указано   |
| 2023      | с | Зеркало для оборотня     | Вера                       |
| 2023      | с | Папины дочки. Новые      | Ирина Якушева, мать Игоря  |
| 2024      | с | Как друзья Захара женили | Алёна                      |

### Телевидение
Юлия Франц приняла участие в следующих телепроектах:
- 2016 год — телеведущая в роли агента-профилактика в программе «Агенты 003» на телеканале ТНТ;
- 2017 год — гость интеллектуального шоу «Где логика?» на телеканале ТНТ (3 сезон, 14 серия)[3];
- 2018 год — гость телешоу «Импровизация» на телеканале ТНТ (4 сезон, 2 серия)[4].

## Признание
- 2018 год — изображена на обложках журналов «MAXIM»[5][6][7][8][9].